# Totoras (Tungurahua)
Totoras ist ein ostsüdöstlicher Vorort von Ambato und eine Parroquia rural („ländliches Kirchspiel“) im Kanton Ambato der ecuadorianischen Provinz Tungurahua. Die Parroquia besitzt eine Fläche von 7,96 km². Die Einwohnerzahl lag im Jahr 2010 bei 6898. Die Parroquia wurde am 30. August 1869 eingerichtet.

## Lage
Die Parroquia Totoras liegt im Anden-Hochtal von Zentral-Ecuador in der Provinz Tungurahua. Totoras liegt auf einer Höhe von 2660 m 6,7 km ostsüdöstlich vom Stadtzentrum von Ambato. Die Parroquia wird im Osten vom Río Pachanlica begrenzt. Die Fernstraße E30 (Ambato–Baños) führt durch das Verwaltungsgebiet.
Die Parroquia Totoras grenzt im Nordosten an die Parroquia Picaihua, im Südosten an die Parroquia Salasaka (Kanton San Pedro de Pelileo), im Süden an den Kanton Cevallos, im Südwesten an die Parroquia Montalvo sowie im Nordwesten an die Parroquia Huachi Grande.